# Оберон (Северна Дакота)
Оберон (енгл. Oberon) град је у америчкој савезној држави Северна Дакота.

## Демографија
По попису из 2010. године број становника је 105, што је 24 (29,6%) становника више него 2000. године.
| Група             | 2000.      | 2010.      |
| Белци             | 60 (74,1%) | 56 (53,3%) |
| Афроамериканци    | 0 (0,0%)   | 0 (0,0%)   |
| Азијати           | 0 (0,0%)   | 0 (0,0%)   |
| Хиспаноамериканци | 0 (0,0%)   | 10 (9,5%)  |
| Укупно            | 81         | 105        |